# Bijela Stijena
Bijela Stijena är en ort i kommunen Okučani i Brod-Posavinas län i Kroatien. Den ligger intill motorvägen D5.